# Chrétienté
 (août 2022).
Motif : L'essentiel de l'article ne traite pas du sujet ; pas de structure ni sources

Répartition du christianisme dans le monde.

La chrétienté, avec une minuscule, désigne le monde chrétien, notion regroupant, dans son acception culturelle, une assemblée de croyants, les chrétiens, adeptes du christianisme, rassemblés derrière des idéaux religieux et des doctrines spirituelles. Cette notion perdure jusqu'au IXe siècle pour désigner traditionnellement une condition et une communauté, avant de connaître un glissement sémantique vers un sens social et spatial.
La Chrétienté, avec une majuscule, correspond, elle, au passage de la « spatialisation » à la « territorialisation » de cette communauté de croyants, liée à l'apparition d'un pouvoir qui tient pour sa mission essentielle la défense des chrétiens. L'usage historiographie la rattache à une période historique du christianisme occidental, qui va de l'affirmation de l'empire carolingien au IXe siècle, à celle du début du Saint-Empire romain germanique, vers le XIIe siècle, au cours de laquelle l'Église quadrille le territoire européen,.

## Le monde chrétien
Historiquement, le terme christianitas au sens de l'« Occident chrétien », a précédé le terme « Europe ». Actuellement, les contours de la chrétienté, de même que ceux délimitant le territoire des autres religions, ne sont pas nettement délimitables. Il faut prendre en compte le rôle effectif de la religion chez les habitants, rôle qu'il n'est pas facile d'apprécier, ainsi que tenir compte du statut particulier de la religion au niveau national. Il renvoie généralement aux territoires des continents de l'Europe, de l'Amérique du Nord et Amérique du Sud.
À la mi-2015, le nombre de chrétiens dans le monde est estimé à 2,419 milliards soit 32,2 % de la population mondiale ; se répartissant en :
- 1,254 milliard de catholiques (en 2013) soit 17,7 % de la population mondiale[5] ;
- 895 millions de protestants (en 2015) soit 11,6 % de la population mondiale. Ce chiffre inclut environ 500 millions de protestants évangéliques et chrétiens indépendants. Ces chrétiens, non rattachés à une Église, appartiennent à une mouvance récente, très présente en Afrique et en Amérique latine, caractérisée par une approche émotionnelle, spontanée de la foi chrétienne ;
- 283 millions d'orthodoxes (en 2015) soit 3,8 % de la population mondiale ;
- 90 millions d'anglicans (en 2015) ;
- 19,7 millions d'adventistes du septième jour (fin 2014) ;
- 14,4 millions de mormons (fin 2014) ;
- 8,2 millions de Témoins de Jéhovah (fin 2014).
- 2,1 millions d'anabaptistes (en 2022)[6]. Ceci inclut notamment les mennonites et les amish.

## Histoire du christianisme
- Elle ne cite pas suffisamment ses sources. Vous pouvez indiquer les passages à sourcer avec {{référence nécessaire}} ou {{Référence souhaitée}}, et inclure les références utiles en les liant aux notes de bas de page. (Marqué depuis décembre 2022)
- Sa rédaction n'est pas équilibrée, et donne à certains aspects ou points de vue une importance disproportionnée. Considérez son contenu avec précaution. Pour lancer la procédure de résolution du problème, utilisez le paramètre neutralité. (Marqué depuis décembre 2022)

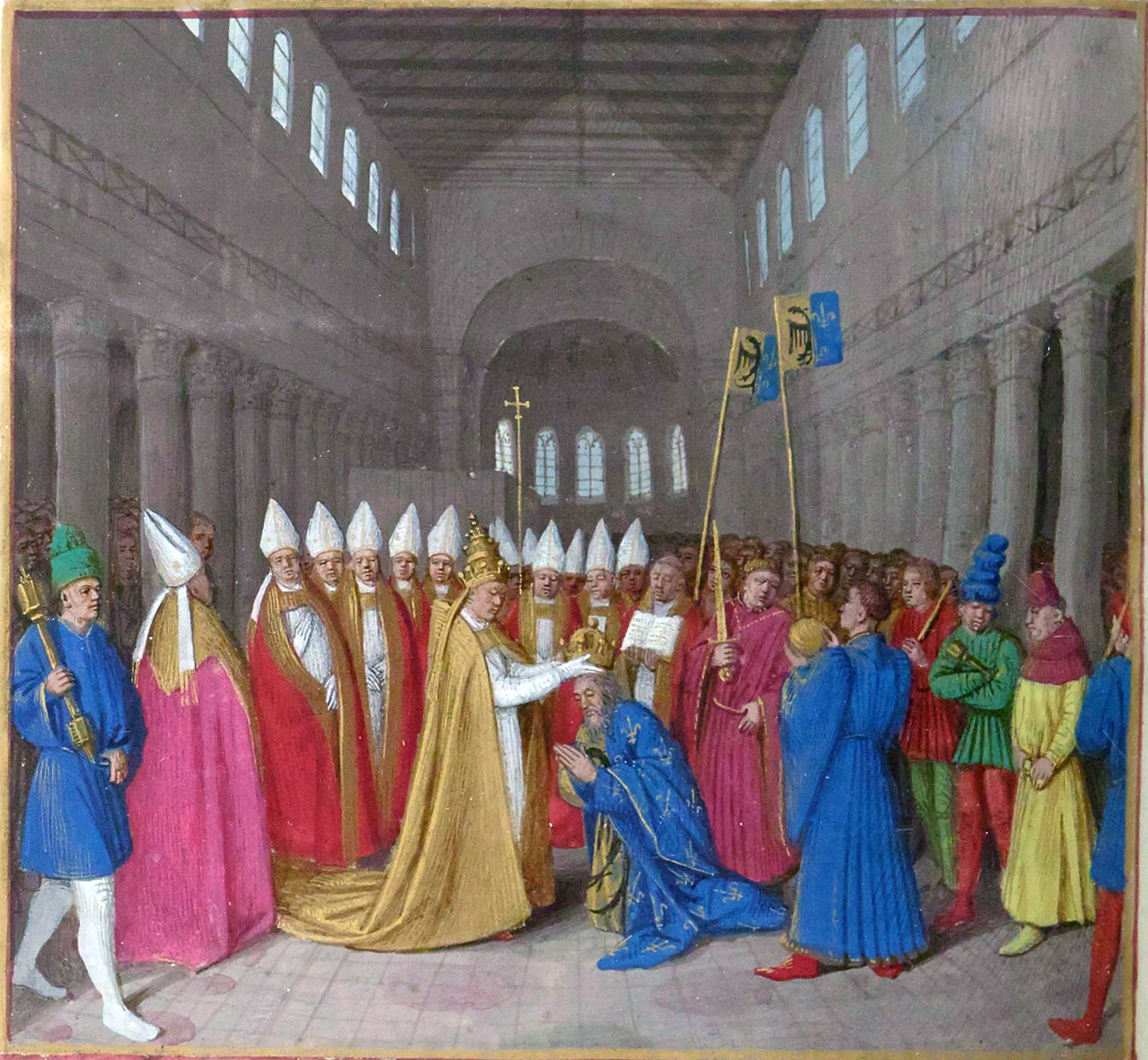
Sacre de Charlemagne par le pape Léon III, Jean Fouquet, vers 1460.

La première mention de la Chrétienté, comme ensemble territorial, apparaît chez Angilbert, un proche de Charlemagne. Ainsi, selon les auteurs du Dictionnaire de l'historien, « au fond, la Chrétienté majuscule et singulière survit peu au grand rêve unitaire de la papauté théocratique des années 1100 et 1200. C'en est déjà fait avec le Grand Schisme (1378-1417), qui marque le basculement de la Chrétienté dans une pluralité d'obédiences, laquelle impose une carte des appartenances religieuses référées aux appartenances politiques, avec la définition à terme d’Églises nationales suivant la logique concordataire inaugurée, en France, par la Pragmatique Sanction (1438) et le Concordat de Bologne (1516). »
La chrétienté et le christianisme se sont souvent développés en restant encadrés par deux pouvoirs distincts (mais non obligatoirement indépendants), se voulant tous deux au service des hommes et des peuples, à savoir le pouvoir temporel exercé par les rois et les chefs d'État et le pouvoir spirituel exercé par le pape (les protestantismes rompirent toutefois, dès le XVIe siècle, avec ce dernier pouvoir). Assez curieusement, cet encadrement a pu être quelquefois théorisé et justifié, par la « doctrine des deux glaives » (expression qui relève pourtant d'une conception parfaitement erronée du message des Évangiles). Dans la réalité historique, les dissensions entre ces deux pouvoirs ont été fréquentes et importantes, dès l'époque de la royauté et donc de la monarchie pourtant dite de droit divin, ce qui occasionna la recherche et la signature de différents concordats. Puis, dans l'histoire de la chrétienté au XIXe siècle, ces deux pouvoirs ont collaboré un certain temps, par le biais du Concordat de 1801 (conclu entre Napoléon Bonaparte, général républicain issu du jacobinisme révolutionnaire, et la papauté). L'objectif était de respecter la religion majoritaire des Français, asseoir (et contrôler) un nouveau pouvoir et d'assurer le bien commun. Dans les deux cas, on était en présence d'une religion d'État. Le christianisme présente aussi une (des) doctrine(s) politique(s), de nos jours dans une optique généralement démocratique. La doctrine sociale de l'Église s'est développée parallèlement (entre autres, Rerum Novarum en 1891, Quadragesimo Anno en 1931, Compendium de la doctrine sociale de l'Église en 2004, Caritas in Veritate en 2009).